# Namibia en la Copa Mundial de Rugby de 1999
La Selección de rugby de Namibia fue uno de los 20 participantes de la Copa Mundial de Rugby de 1999 que se realizó en Gales.
Fue la primera participación de los Welwitschias en la Copa Mundial de Rugby.

## Plantel
| Nombre                | Posición       | Club         |
| --------------------- | -------------- | ------------ |
| Hugo Horn             | hooker         | Wanderers    |
| Frans Fisch           | pilar          | Oranjemund   |
| Gerhard Opperman      | pilar          | Reho Falcons |
| Mario Jacobs          | pilar          | Harlequins   |
| Eben Smith            | pilar          | Wanderers    |
| Andries Blaauw        | pilar          | United       |
| Heino Senekal         | segunda línea  | Wanderers    |
| Eben Isaacs           | segunda línea  | Reho Falcons |
| Pieter Steyn          | segunda línea  | Transnamib   |
| Duimpie Theron        | segunda línea  | United       |
| Sybrand de Beer       | ala            | United       |
| Herman Lintvelt       | ala            | United       |
| Mathys van Rooyen     | ala            | Mariental    |
| Jaco Olivier          | ala            | Harlequins   |
| Schalk van der Merwe  | ala            | Harlequins   |
| Quinn Hough (c.)      | Número 8       | Wanderers    |
| Sean Furter           | Número 8       | United       |
| Ronaldo Pedro         | medio scrum    | Reho Falcons |
| Riaan Jantjies        | medio scrum    | Harlequins   |
| Johan Zaayman         | medio apertura | Wanderers    |
| Rudie van Vuuren      | medio apertura | Wanderers    |
| Sarel van Rensburg    | centro         | United       |
| Lukas Holtzhausen     | centro         | Redruth      |
| Cliff Loubser         | centro         | Reho Falcons |
| Francois van Rensburg | centro         | Harlequins   |
| Deon Mouton           | wing           | Kudus        |
| Derek Farmer          | Wing           | Reho Falcons |
| Arthur Samuelson      | wing           | Wanderers    |
| Lean van Dyk          | zaguero        | Wanderers    |
| Glovin van Wyk        | zaguero        | Unam         |

## Participación

#### Grupo C
| Equipo  | Gan. | Emp. | Per. | A favor | En contra | Puntos |
| ------- | ---- | ---- | ---- | ------- | --------- | ------ |
| Francia | 3    | 0    | 0    | 108     | 52        | 6      |
| Fiyi    | 2    | 0    | 1    | 124     | 68        | 4      |
| Canadá  | 1    | 0    | 2    | 114     | 82        | 2      |
| Namibia | 0    | 0    | 3    | 42      | 186       | 0      |
| 1 de octubre | Fiyi | 67 - 18 | Namibia | Stade de la Méditerranée, Béziers |  |

| 8 de octubre | Francia | 47 - 13 | Namibia | Parc Lescure, Bordeaux |  |

| 14 de octubre | Canadá | 72 - 11 | Namibia | Stade de Toulouse, Toulouse |  |